# عملية إطلاق النار في البيرة
عملية إطلاق النار في البيرة هي عملية إطلاق نار نفذت بطريقة الكر والفر، أسفرت عن مقتل جنديين إسرائيليين وجرح إثنين آخرين بالقرب من مدخل مستوطنة جفعات آساف المقامة على أراضي قرية بيتين شرق محافظة رام الله والبيرة ، الضفة الغربية.